# Ministero della difesa (Etiopia)
Il ministero della difesa (in amarico: የኢ.ፌ.ዴ.ሪ መከላከያ ሚኒስቴር) è un dicastero del governo etiope che opera nell'ambito della difesa nazionale dell'Etiopia, sovrintendendo la forza di difesa nazionale etiope.
Il ministero è retto da un ministro civile, secondo l'articolo 87 della Costituzione dell'Etiopia, nominato dal primo ministro.
Attualmente il ministro in carica è Abraham Belay.